# هوليستير (كاليفورنيا)
هوليستير (بالإنجليزية: Hollister)‏ هي إحدى مدن مقاطعة سان بينيتو، كاليفورنيا. تم إعطاءها لقب مدينة في 26 مارس، 1872.

## التركيبة السكانية
حدّد مكتب تعداد الولايات المتحدة بيانات التركيبة السكانية لهوليستير في تعداد الولايات المتحدة. في ما يلي، التركيبة السكانية حسب تعدادي 2000 و2010.

### تعداد عام 2000
بلغ عدد سكان هوليستير 34,413 نسمة بحسب تعداد عام 2000، وبلغ عدد الأسر 9,716 أسرة وعدد العائلات 8,045 عائلة مقيمة في المدينة. في حين سجلت الكثافة السكانية 1,696.1 نسمة لكل كيلومتر مربع (4,392.9/ميل2). وبلغ عدد الوحدات السكنية 9,924 وحدة بمتوسط كثافة قدره 489.1 لكل كيلومتر مربع (1,266.8/ميل2).
وتوزع التركيب العرقي للمدينة بنسبة 59.11% من البيض و1.36% من الأمريكيين الأفارقة و1.13% من الأمريكيين الأصليين و2.80% من الأمريكيين ذوي الأصول الآسيوية و0.18% من سكان جزر المحيط الهادئ و29.97% من الأعراق الأخرى و5.44% من عرقين مختلطين أو أكثر و55.06% من الهسبانيون أو اللاتينيون من أي عرق.
بلغ عدد الأسر 9,716 أسرة كانت نسبة 57.5% منها لديها أطفال تحت سن الثامنة عشر تعيش معهم، وبلغت نسبة الأزواج القاطنين مع بعضهم البعض 65.3% من أصل المجموع الكلي للأسر، ونسبة 12.2% من الأسر كان لديها معيلات من الإناث دون وجود شريك، بينما كانت نسبة 5.3% من الأسر لديها معيلون من الذكور دون وجود شريكة وكانت نسبة 17.2% من غير العائلات. تألفت نسبة 12.7% من أصل جميع الأسر من عدة أفراد يعيشون في نفس المنزل ونسبة 4.7% كانت تتألف من شخص يعيش بمفرده يبلغ من العمر 65 عاماً أو أكثر. وبلغ متوسط حجم الأسرة المعيشية 3.52، أما متوسط حجم العائلات فبلغ 3.82.
بلغ العمر الوسطي للسكان 29.0 عاماً. وكانت نسبة 34.6% من القاطنين تحت سن الثامنة عشر، وكانت نسبة 9.4% بين الثامنة عشر والرابعة والعشرين عاماً، ونسبة 33.6% كانت واقعةً في الفئة العمرية ما بين الخامسة والعشرين والرابعة والأربعين عاماً، ونسبة 15.8% كانت ما بين الخامسة والأربعين والرابعة والستين، ونسبة 6.1% كانت ضمن فئة الخامسة والستين عاماً فما فوق. يوجد لكل 100 أنثى 101.4 ذكر، ويوجد لكل 100 أنثى في الثامنة عشر من عمرها فما فوق 98.0 ذكر.
بلغ متوسط دخل الأسرة في المدينة 56,104 دولارًا، أما متوسط دخل العائلة فبلغ 57,494 دولارًا. وكان متوسط دخل الذكور 41,971 دولارًا مقابل 28,277 دولارًا للإناث. وسجل دخل الفرد الخاص بالمدينة 18,857 دولارًا. وكانت نسبة 6.9% من العائلات ونسبة 9.5% من السكان تحت خط الفقر، وكان من هؤلاء نسبة 10.8% تحت سن الثامنة عشر ونسبة 7% في الخامسة والستين من العمر وما فوق.

### تعداد عام 2010
بلغ عدد سكان هوليستير 34,928 نسمة بحسب تعداد عام 2010، وبلغ عدد الأسر 9,860 أسرة وعدد العائلات 8,131 عائلة مقيمة في المدينة. في حين سجلت الكثافة السكانية 1,721.4 نسمة لكل كيلومتر مربع (4,458.4/ميل2). وبلغ عدد الوحدات السكنية 10,401 وحدة بمتوسط كثافة قدره 512.6 لكل كيلومتر مربع (1,327.6/ميل2).
وتوزع التركيب العرقي للمدينة بنسبة 59.44% من البيض و0.98% من الأمريكيين الأفارقة و1.77% من الأمريكيين الأصليين و2.66% من الأمريكيين ذوي الأصول الآسيوية و0.18% من سكان جزر المحيط الهادئ و29.88% من الأعراق الأخرى و5.10% من عرقين مختلطين أو أكثر و65.75% من الهسبانيون أو اللاتينيون من أي عرق.
بلغ عدد الأسر 9,860 أسرة كانت نسبة 53.7% منها لديها أطفال تحت سن الثامنة عشر تعيش معهم، وبلغت نسبة الأزواج القاطنين مع بعضهم البعض 59.8% من أصل المجموع الكلي للأسر، ونسبة 15.3% من الأسر كان لديها معيلات من الإناث دون وجود شريك، بينما كانت نسبة 7.3% من الأسر لديها معيلون من الذكور دون وجود شريكة وكانت نسبة 17.5% من غير العائلات. تألفت نسبة 13.4% من أصل جميع الأسر من عدة أفراد يعيشون في نفس المنزل ونسبة 5% كانت تتألف من شخص يعيش بمفرده يبلغ من العمر 65 عاماً أو أكثر. وبلغ متوسط حجم الأسرة المعيشية 3.53، أما متوسط حجم العائلات فبلغ 3.82.
بلغ العمر الوسطي للسكان 30.8 عاماً. وكانت نسبة 31.7% من القاطنين تحت سن الثامنة عشر، وكانت نسبة 10.1% بين الثامنة عشر والرابعة والعشرين عاماً، ونسبة 28.4% كانت واقعةً في الفئة العمرية ما بين الخامسة والعشرين والرابعة والأربعين عاماً، ونسبة 22.3% كانت ما بين الخامسة والأربعين والرابعة والستين، ونسبة 7.4% كانت ضمن فئة الخامسة والستين عاماً فما فوق. وتوزع التركيب الجنسي للسكان بنسبة 49.7% ذكور و50.3% إناث.

## المناخ
يظهر الجدول التالي التغييرات المناخية على مدار السنة لهوليستير:
| البيانات المناخية لـهوليستير      | البيانات المناخية لـهوليستير | البيانات المناخية لـهوليستير | البيانات المناخية لـهوليستير | البيانات المناخية لـهوليستير | البيانات المناخية لـهوليستير | البيانات المناخية لـهوليستير | البيانات المناخية لـهوليستير | البيانات المناخية لـهوليستير | البيانات المناخية لـهوليستير | البيانات المناخية لـهوليستير | البيانات المناخية لـهوليستير | البيانات المناخية لـهوليستير | البيانات المناخية لـهوليستير |
| الشهر                             | يناير                        | فبراير                       | مارس                         | أبريل                        | مايو                         | يونيو                        | يوليو                        | أغسطس                        | سبتمبر                       | أكتوبر                       | نوفمبر                       | ديسمبر                       | المعدل السنوي                |
| --------------------------------- | ---------------------------- | ---------------------------- | ---------------------------- | ---------------------------- | ---------------------------- | ---------------------------- | ---------------------------- | ---------------------------- | ---------------------------- | ---------------------------- | ---------------------------- | ---------------------------- | ---------------------------- |
| الدرجة القصوى °ف (°م)             | 84 (29)                      | 82 (28)                      | 89 (32)                      | 99 (37)                      | 105 (41)                     | 108 (42)                     | 112 (44)                     | 110 (43)                     | 105 (41)                     | 107 (42)                     | 94 (34)                      | 78 (26)                      | 112 (44)                     |
| متوسط درجة الحرارة الكبرى °ف (°م) | 60.2 (15.7)                  | 62.6 (17.0)                  | 65.9 (18.8)                  | 69.9 (21.1)                  | 73.8 (23.2)                  | 78.1 (25.6)                  | 80.5 (26.9)                  | 81.2 (27.3)                  | 81.0 (27.2)                  | 76.5 (24.7)                  | 66.8 (19.3)                  | 60.0 (15.6)                  | 71.4 (21.9)                  |
| متوسط درجة الحرارة الصغرى °ف (°م) | 38.0 (3.3)                   | 40.7 (4.8)                   | 42.5 (5.8)                   | 44.3 (6.8)                   | 47.7 (8.7)                   | 50.9 (10.5)                  | 53.1 (11.7)                  | 53.4 (11.9)                  | 52.3 (11.3)                  | 47.8 (8.8)                   | 41.6 (5.3)                   | 37.3 (2.9)                   | 45.8 (7.7)                   |
| أدنى درجة حرارة °ف (°م)           | 20 (−7)                      | 20 (−7)                      | 25 (−4)                      | 27 (−3)                      | 37 (3)                       | 38 (3)                       | 44 (7)                       | 45 (7)                       | 40 (4)                       | 34 (1)                       | 24 (−4)                      | 14 (−10)                     | 14 (−10)                     |
| معدل هطول الأمطار إنش (مم)        | 2.78 (71)                    | 2.75 (70)                    | 2.15 (55)                    | 1.01 (26)                    | 0.35 (8.9)                   | 0.06 (1.5)                   | 0.03 (0.76)                  | 0.05 (1.3)                   | 0.29 (7.4)                   | 0.70 (18)                    | 1.62 (41)                    | 2.06 (52)                    | 13.85 (352.86)               |
| متوسط الأيام الممطرة (≥ 0.01 in)  | 8.8                          | 8.9                          | 8.3                          | 4.8                          | 2.2                          | 0.6                          | 0.1                          | 0.2                          | 0.9                          | 2.8                          | 5.5                          | 7.7                          | 50.8                         |
| المصدر:                           |                              |                              |                              |                              |                              |                              |                              |                              |                              |                              |                              |                              |                              |

## أعلام
- مارك أدامك
- ويس هارت
- دونالد بليسينج
- بيل كاري
- تشارلي روت
- تريشيا فيسي
- كين تشيرشل
- ديك بارون